# ميك سبيت
ميك سبيت (بالإنجليزية: Mick Speight)‏ هو لاعب كرة قدم ومدرب كرة قدم بريطاني في مركز الوسط، ولد في 1 نوفمبر 1951 في Upton, West Yorkshire ‏ في المملكة المتحدة. شارك مع منتخب إنجلترا لكرة القدم الرديف. أما مع النوادي، فقد لعب مع بلاكبيرن روفرز وشيفيلد يونايتد وغريمسبي تاون ونادي تشستر سيتي ونادي ريل.